# Psilotrichum trichotomum
Psilotrichum trichotomum är en amarantväxtart som beskrevs av Carl Ludwig von Blume. Psilotrichum trichotomum ingår i släktet Psilotrichum och familjen amarantväxter. Inga underarter finns listade i Catalogue of Life.